# 泰坦尼克 (萨斯喀彻温省)
泰坦尼克是加拿大萨斯喀彻温省达克莱克463号的一个无建制社区，位于萨斯卡通与阿尔伯特王子国家公园之间。该社区南距萨斯喀彻温212号公路4千米，东距达克莱克约20千米，西去卡尔顿堡5千米。法籍加拿大人最早定居于此，早先名称来自于天主教神父Mourey。1912年泰坦尼克号沉没后，更名为“泰坦尼克”。Mourey这一名称于灾难发生前七个月才刚刚启用，因而并未深入人心。此外，萨斯喀彻温省南部亦存在以该神父命名的同名城镇，致使邮件投递产生混乱。更名既解决了这一问题，还表达了对泰坦尼克号及船上乘客的敬意。
但是该社区已如同其名字一般解体。学校于1959年关闭，四年后教堂也被关闭，1967年关闭了邮局。如今，教堂中只余下墓地与壁龛。